# Slivovo
Pour l’article homonyme, voir Slivovo (Uroševac).
Slivovo (en macédonien Сливово) est un village du sud-ouest de la Macédoine du Nord, situé dans la municipalité de Debartsa. Le village comptait 16 habitants en 2002.

## Démographie
Lors du recensement de 2002, le village comptait :
- Macédoniens : 16